# Gare de Lognes
La gare de Lognes est une gare ferroviaire française de la commune de Lognes (département de Seine-et-Marne).

## Histoire
La gare de Lognes est ouverte le 19 décembre 1980 dans le but d'accompagner le développement de la ville nouvelle de Marne-la-Vallée, tout en desservant la commune de Lognes qui fait partie du secteur 2 de la ville nouvelle, Val Maubuée. Le sous-titre de son nom, Le Mandinet, vient du nom du quartier de la commune de Lognes au sein duquel elle se situe.
En 2014, 1 563 658 voyageurs sont entrés dans cette gare, ce qui la place à la 51e position des gares RATP pour sa fréquentation. Selon la RATP, la fréquentation annuelle en 2015 est estimée à 1 584 501 voyageurs. La fréquentation annuelle en 2021 est estimée, selon la RATP, à 1 169 619 voyageurs.

## Service des voyageurs

### Accueil
La gare de Lognes dispose de plusieurs automates de rechargement ou d'achat de titres de transports, d'un photomaton, d'un guichet d'information et d'un commerce de type café à emporter intégré à la gare.

### Desserte
La gare est desservie par les trains de la ligne A du RER, parcourant la branche de Marne-la-Vallée - Chessy.
La desserte de la gare se compose ainsi, :
- durant les heures creuses :
  - 6 trains par heure (soit 1 train toutes les 10 minutes) vers Marne-la-Vallée - Chessy et Saint-Germain-en-Laye du lundi au vendredi,
  - 3 trains par heure (soit 1 train toutes les 20 minutes) vers Torcy et Poissy du lundi au vendredi,
  - 4 trains par heure (soit 1 train toutes les 15 minutes) vers Saint-Germain-en-Laye et Marne-la-Vallée - Chessy du lundi au vendredi, en soirée,
- durant les heures de pointe :
  - 10 trains par heure (soit 1 train toutes les 6 minutes) vers Marne-la-Vallée - Chessy ou Torcy, du lundi au vendredi,
  - 10 trains par heure (soit 1 train toutes les 6 minutes) vers Saint-Germain-en-Laye, Le Vésinet - Le Pecq, Rueil-Malmaison ou La Défense du lundi au vendredi,
- le week-end :
  - 6 trains par heure (soit 1 train toutes les 10 minutes) vers Cergy ou Poissy et Marne-la-Vallée - Chessy] en journée,
  - 4 trains par heure (soit 1 train toutes les 15 minutes) vers Cergy ou Poissy et Torcy ou Marne-la-Vallée - Chessy, en soirée.

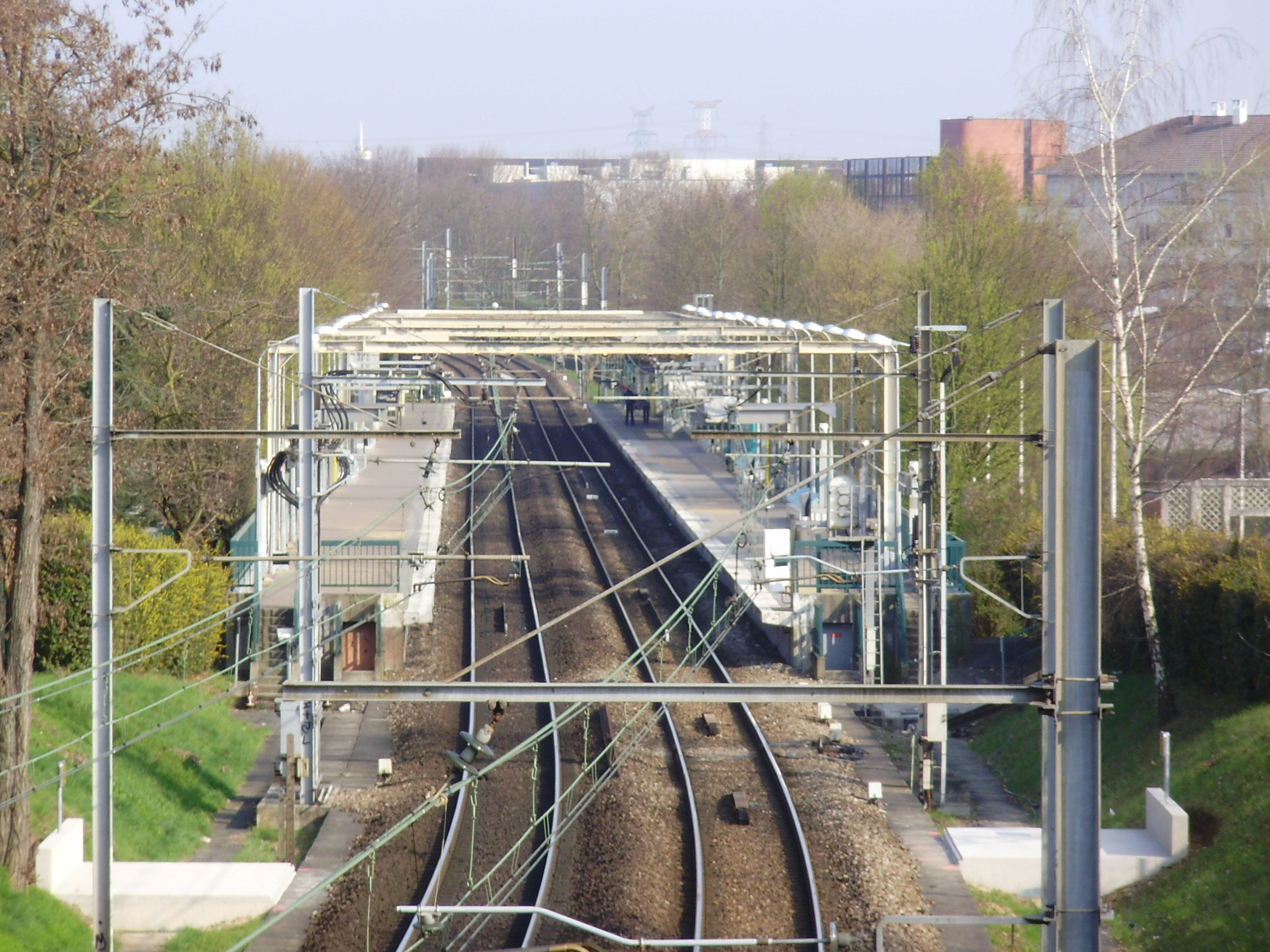
Vue des quais depuis le pont du boulevard de la Malvoisine, à l'ouest de la gare.
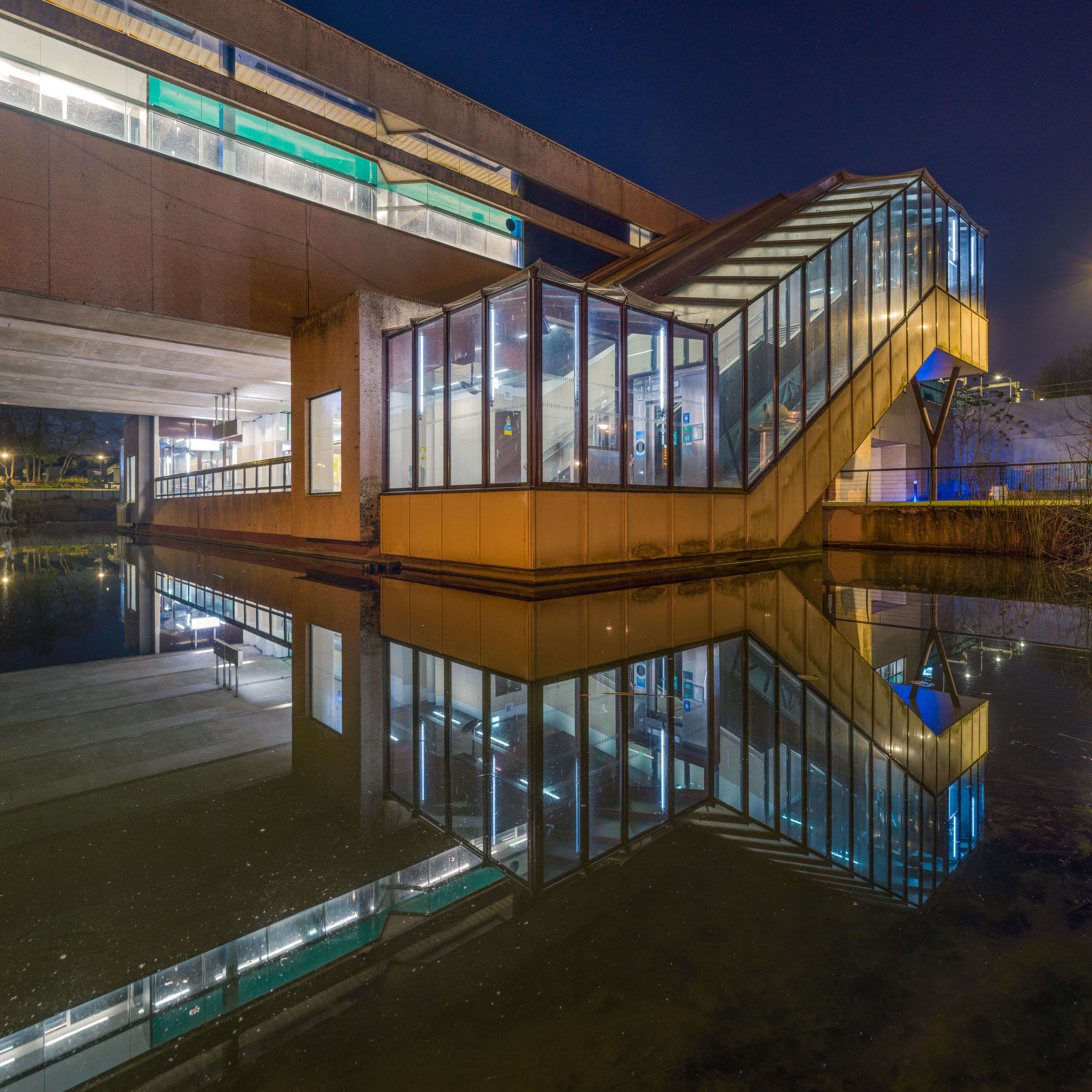
Escalier nord de la gare, menant au quai direction Marne-la-Vallée - Chessy.

### Intermodalité
La gare est desservie par les lignes du réseau de bus RATP : 211 et 321 ainsi que par la ligne 213 depuis l’arrêt Le Village, situé à 420 mètres environ. Ce même arrêt est également desservi par la ligne C du réseau de bus Marne et Brie.
Une desserte nocturne est assurée par la ligne N130 du réseau de bus de nuit Noctilien depuis l’arrêt Cours des Lacs, situé à 360 mètres environ.

### À proximité
La gare se trouve à proximité immédiate de la mairie de Lognes, du cimetière communal, de deux étangs (Mandinet et Ibis) et de commerces (coiffeur, opticien, restaurants, supermarché Tang Frères, banque et bureau de poste). À 500 mètres se situe les bureaux du Ministère de l'Intérieur (Sous-direction du Recrutement et de la Formation).